# Fußprothese
Eine Fußprothese ist eine prothetische Versorgung des Fußes, wenn durch eine Amputation am Fuß normale Schuhe (Konfektionsschuhe) nicht mehr tragbar sind bzw. das Gehen erschwert oder unmöglich ist. Auch kosmetische Defizite können ausgeglichen werden. 

## Ursachen und Ziel der Prothesenversorgung
Folgende Ursachen kommen für Amputationen in Frage:
1. Trauma, z. B. ein Unfall
2. Arterielle Verschlusskrankheiten, Diabetes mellitus
3. Tumoren
4. angeborene Fehlbildungen
5. verschiedene seltene Erkrankungen

Oberstes Ziel ist die Wiederherstellung und langfristige Erhaltung der Gehfähigkeit des Patienten.

## Problematik
Probleme gibt es mit den Narben, die bei der Amputation entstehen. Hier kommt es sehr auf das Geschick des Operateurs an, die Narben nicht an der Fußsohle zu platzieren. Auch die Form des Stumpfendes ist wichtig, es sollte vom Skelett her sehr glatt modelliert werden, da prominente Knochen immer zu Druckstellen führen.
Hier geht also die Form vor Erhaltung der Länge, da das Stumpfende primär gut belastbar sein muss.
Bei kürzeren Fußstümpfen gibt es Probleme mit der Druckverteilung. Das Stumpfende ist ja den gleichen Kräften ausgesetzt wie der gesunde Fuß, nur verteilen sich diese auf eine viel kleinere Fläche. Auch ändern sich die biomechanischen Hebelverhältnisse: durch Verkürzung des Hebels Fuß verändert sich das Abrollverhalten, u. a. verkürzt sich die Schrittlänge.
Die starke Wadenmuskulatur, die den Fuß nach unten beugt, hat nun mit dem kürzeren Hebel weniger Widerstand und zieht daher den Fuß nach unten in die sogenannte Spitzfußstellung. Sehr kurze Fußstümpfe neigen darüber hinaus zur Supination, d. h. der Fuß kippt nach außen.

## Aspekte der orthopädietechnischen Versorgung
Verschiedene Amputationslinien, angefangen im Zehenbereich bis zum Rückfuß führen zu grundlegend unterschiedlichen Belastungssituationen. Je mehr der Fuß verkürzt wird, desto mehr werden Belastungsfähigkeit und Standsicherheit eingeschränkt. 
Die Hauptbestandteile der Versorgung sind die Bettung des Stumpfendes, die Wiederherstellung der mechanischen Fußlänge durch eine teilelastische Sohlenversteifung und daraus resultierend die Verteilung der Bodenkraft an Ferse und Unterschenkel. 
Die Versorgung muss, je kürzer der  Fuß ist, die Bodenkraft umso höher auf den Unterschenkel übertragen. Dabei muss beachtet werden, wie stark die Belastung der Versorgung durch den Patienten sein wird, je höher die Belastung, umso höher muss die Versorgung am Unterschenkel hinaufgehen. Eine starke Belastung entsteht z. B. durch körperliche Arbeit oder hohes Körpergewicht. 

## Formen der Versorgung
Bei kaum verkürzten Füßen, etwa bei Amputation der Großzehe oder aller Zehen, reicht eine Zurichtung des Konfektionsschuhes mit Sohlenversteifung und Zehenersatz aus. Möglich sind auch maßgegossene Silikonprothesen, die vorwiegend kosmetische Wirkung haben (z. B. in Sandalen).
Bei kürzeren Fußstümpfen reicht die Bandbreite von der Orthese im Konfektionsschuh bis zum orthopädischen Maßschuh mit integrierter Stumpfbettung und der am Unterschenkel hochgezogenen  Stützlasche. Dabei muss immer zwischen kosmetischen Wünschen des Patienten, Sicherstellung der Funktion der Versorgung und Einsatzgebiet, d. h. der Belastung abgewogen werden.
Bei geringer Belastung z. B. als Hausschuh kann, je nach Stumpflänge, auch eine halbschuhhohe Versorgung gewagt werden. Dabei muss dann eine starke Zuggurtung um das Fersenbein integriert werden, um jegliches Fersenspiel auszuschließen und die Bodenkraft auf die Ferse  und damit auch den Unterschenkel zu übertragen.
Zu den ältesten bekannten prothetischen Versorgungen wird eine aus dem 6. Jahrhundert n. Chr. stammende Bestattung eines fränkischen Mannes gezählt, die am Hemmaberg in Kärnten gefunden wurde. Der Verstorbene war an seinem linken Bein mit einer hölzernen Prothese ausgestattet.

## Versorgung des Diabetes-Stumpfes
Besondere Maßnahmen müssen bei Amputationen aufgrund des diabetischen Fußsyndroms oder ähnlichen Störungen von Durchblutung oder Innervation der unteren Extremitäten getroffen werden. In diesem Zusammenhang reagiert die Haut oft extrem empfindlich auf Druck, Reibung und Verletzungen, wobei die Patienten zum Teil davon nichts spüren, da ihre Nerven nicht mehr normal funktionieren. 
Die Versorgung solcher Fußstümpfe ist sehr kompliziert und aufwendig, da ja auch hier die  kleinere Belastungsfläche extrem belastet wird.
In Verbindung  mit äußerst genauer Anpassung ist die Kooperation des Patienten von größter Wichtigkeit. Zum Beispiel ist es anfangs das Wichtigste, dass der Patient die Schuhe oder Orthese nicht auszieht und barfuß läuft, da er sich so schnell neue Verletzungen zufügen kann.
Regelmäßig muss der Patient seine Füße auf Veränderungen oder Verletzungen untersuchen (lassen).
Auch sollte sich der Patient durch sein eingeschränktes Schmerzempfinden nicht dazu verleiten lassen, in den Monaten nach der Amputation den betroffenen Fuß wie vorher zu belasten. Das würde in den meisten Fällen zu Schäden der Haut führen, die wiederum schwere Infektionen nach sich ziehen können, wodurch neue Amputationen abzusehen sind.